# MuCommander
muCommander — кроссплатформенный двухпанельный файловый менеджер с графическим интерфейсом. Написан на Java, соответственно требует установленной Java Runtime Environment. Существуют официальные дистрибутивы для Mac OS X, MS Windows и Linux. Для пользователей систем с Advanced Packaging Tool разработчики содержат собственный репозиторий. Возможен запуск из браузера по технологии Java Web Start. Интерфейс переведен на многие языки (23 языка), в том числе на русский.

## Основные возможности
- Работа с локальными дисками, FTP, SFTP, Samba, NFS, HTTP и Bonjour.
- Работа с архивами, в том числе ZIP (на лету), RAR, TAR, GZip, BZip2, ISO/NRG, AR/Deb, LST.
- Дерево каталогов для каждой панели.
- Групповое переименование.
- Отправка файлов по SMTP.
- Гибкая настройка «горячих клавиш».

## Недостатки
- Отсутствие рекурсивного поиска файлов.
- Минимальная поддержка Drag&Drop (только копирование в каталог назначения).
- Большой размер дистрибутива и файлов программы, требующей для работы ещё и инсталляции Java.

## Форки
- trolCommander Version 0.9.9 (29 December 2016) [3]